# Bodtjärnen (Junsele socken, Ångermanland, 705658-154573)
Bodtjärnen är en sjö i Sollefteå kommun i Ångermanland och ingår i Ångermanälvens huvudavrinningsområde.